# Estrecho de Rigoleto
El estrecho de los Rigolets (del inglés: The Rigolets) es un estrecho localizado en Luisiana (Estados Unidos) que conecta el lago Pontchartrain y el lago St. Catherine, en un extremo, con el lago Borgne, en el otro, por el paso de Chef Menteur. Tiene una longitud de 12,9 km. El lago Borgne es actualmente solo una laguna en el golfo de México.
El estrecho de los Rigolets es el límite entre la parroquia de Orleans y la parroquia de St. Tammany.
El nombre viene de la época de la Luisiana francesa y le fue por los tramperos y comerciantes de pieles franco-canadienses, ya que en Canadá un rigolet era un término acadio que se empleaba para designar una corriente de agua que desemboca directamente en el mar sin pasar por un río, y a veces se usa como sinónimo de «desagüe».
Durante la crecida de las mareas, el agua de mar salada remonta el estrecho de los Rigolets y se mezcla con el agua salobre del lago Pontchartrain.
El estrecho de los Rigolets es atravesado por dos puentes, un puente ferroviario y el puente Rigolets situado al este del puente Chef Menteur, que permite el paso de la carretera U.S. Route 90.
Los estadounidenses, a principios del siglo XIX, construyeron dos fuertes para proteger la Luisiana de un probable ataque británico: el Fort Pike y el Fort Macomb.
Sus coordenadas geográficas son: 30°09′42″N 89°42′51″O / 30.16167, -89.71417
- Datos: Q3030451